# 筲箕灣東大街
筲箕灣東大街（英語：Shau Kei Wan Main Street East），簡稱東大街，是香港東區筲箕灣的一條主要街道，南接筲箕灣道及工廠街交界，途經金華街，北接東喜道、阿公岩村道及譚公廟道。

## 沿路地點
筲箕灣東大街早年是區內的中心，街道兩旁住宅及商店林立，有不少懷舊冰室，吸引不少區外人慕名而來。在筲箕灣東大街中心，即筲箕灣官立小學對出，仍然保留著一棵老榕樹，它已有百年歷史，擴闊路面時在街坊大眾的要求下被保留下來。
- 筲箕灣總站
- 筲箕灣巴士總站
- 港鐵筲箕灣站
- 筲箕灣城隍廟
- 筲箕灣天后廟

## 圖片集
- 大街的中段生意最繁盛
- 筲箕灣東大街北面起點
- 筲箕灣東大街筲箕灣官立小學前的古樹名木：大葉榕（黃葛樹）

## 外部連結
维基共享资源上的相關多媒體資源：筲箕灣東大街